# Allogramma
Allogramma is een geslacht van tweekleppigen uit de  familie van de Lyonsiellidae.

## Soorten
- Allogramma elegans (Thiele & Jaeckel, 1931)
- Allogramma formosa (Jeffreys, 1882)
- Allogramma oahuense (Dall, 1913)